# Capnodium tiliae
Capnodium tiliae är en svampart som först beskrevs av Karl Wilhelm Gottlieb Leopold Fuckel, och fick sitt nu gällande namn av Pier Andrea Saccardo 1882. Capnodium tiliae ingår i släktet Capnodium och familjen Capnodiaceae.   Inga underarter finns listade i Catalogue of Life.
I den svenska databasen Dyntaxa används istället namnet Capnodaria tiliae för samma taxon.  Arten är reproducerande i Sverige.